# فيساخاباتنام
فِساكَبَتنَم أو (نقحرة: فيساكاباتنام) أو فِساخَبَتنَم أو (نقحرة: فيساخاباتنام) رمزها «VS» (بالإنجليزية: Vishakhapatnam)‏، هو تقسيم إداري لدولة الهند تتبع ولاية أندرا برديش (بالإنجليزية: Andhra  Pradesh)‏، مركزها هي مدينة فيساكاباتنام (بالإنجليزية: Vishakhapatnam)‏ عدد سكانها حسب تعداد سنة 2001 هو 3,789,823، مساحتها 11,161 كم² وكثافة السكان 340 لكل كم².

## أعلام
- رافي براكاش
- زارينا وهاب
- راج تارون
- دفيكا راني
- رجا أبيل

## وصلات خارجية
- التعداد السكاني للهند
- الموقع الرسمي